# Verschiedenschnabeliger Hain-Hahnenfuß
Der Verschiedenschnabelige Hain-Hahnenfuß (Ranunculus polyanthemoides, Syn.: Ranunculus polyanthemos ssp. polyanthemoides (Bor.) Ahlfvengren; R. serpens subsp. polyanthemoides (Bor.) Kerguélen & Lambinon), auch als Polyanthemusähnlicher Hahnenfuß bezeichnet, ist ein Angehöriger der Familie der Hahnenfußgewächse (Ranunculaceae).

## Erscheinungsbild
Der Verschiedenschnabelige Hain-Hahnenfuß ist eng mit dem Vielblütigen Hain-Hahnenfuß (Ranunculus polyanthemos) verwandt. Er gehört damit zu einer schwierigen Gruppe von Hahnenfuß-Arten, die teilweise nur schwer voneinander zu trennen sind.
Typischerweise besitzt der Verschiedenschnabelige Hain-Hahnenfuß, der eine mehrjährige krautige Pflanze ist, einen etwa 20 bis 50 cm hohen, aufrecht wachsenden Stängel. Dieser ist nie niederliegend (Unterschied zum Wurzelnden Hain-Hahnenfuß (Ranunculus serpens)) und treibt daher auch keine Laubblattrosetten aus. 
Die Grundblätter sind meist bis zum Grund dreiteilig eingeschnitten, jedoch im Gegensatz zu denen von R. polyanthemos nicht tief fünfschnittig. Die einzelnen Abschnitte, die sich häufig überdecken, sind meist nochmals dreilappig unterteilt. Die Stängelblätter sind in der Regel tief  bis zum Stielansatz zerschnitten.
Die Blütenstiele sind gefurcht und abstehend behaart. Die Blüten sind leuchtend gelb.
Die etwa 1,5 mm langen Fruchtschnäbel sind schwach gebogen, vereinzelt aber auch gerade und spitz. (Unterschied zum Schlitzblättrigen Hain-Hahnenfuß (Ranunculus polyanthemophyllus)). Sie sind in der Regel viel kürzer als das restliche Nüsschen.
Die Art ist diploid und hat eine Chromosomenzahl von 2n = 16.

## Verbreitung und Standortansprüche

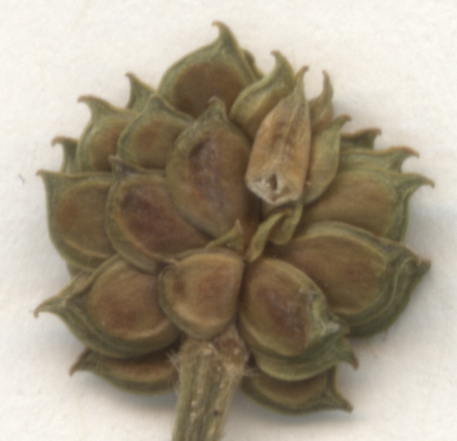
Verschiedenschnabeliger Hain-Hahnenfuß (Früchte)

Die allgemeine Verbreitung dieser Art ist noch unzureichend erforscht. Bislang gibt es Funde aus Frankreich, Deutschland, der Schweiz, Österreich, Italien, Griechenland, Schweden und Finnland, aber auch von Albanien, Belgien, Bulgarien, Tschechien, Dänemark, Norwegen, Ungarn, dem früheren Jugoslawien, Polen und Rumänien.
In Deutschland ist Ranunculus polyanthemoides offenbar selten. Funde gibt es vor allem aus dem mittleren Gebiet.
In Österreich wie in der Schweiz ist die Verbreitung weitgehend nicht bekannt.
Der Verschiedenschnabelige Hain-Hahnenfuß wächst auf Wiesen und an Waldrändern und bevorzugt möglicherweise kalkreiche Böden. In Süddeutschland kommt er auf Mesobrometen vor.

## Verwechslungsmöglichkeiten
Die genaue Einordnung des Verschiedenschnabeligen Hain-Hahnenfußes ist zum Teil umstritten. Während einige Autoren ihn als Unterart des Vielblütigen Hain-Hahnenfußes (Ranunculus polyanthemos) ansehen, wird ihm neuerdings Artstatus zugesprochen. Die Abgrenzung zu Ranunculus polyanthemos ist teilweise sehr schwierig, was durch das Auftreten von Hybriden noch wesentlich kompliziert wird.